# Марк Мітчинсон
Марк Мітчинсон (англ. Mark Mitchinson; нар. 6 липня 1966) — новозеландський актор, народжений в Англії. Навчався у Гілдголській школі мови та драми в Лондоні. Він отримав нагороду за роль засудженого вбивці Коліна Бувера у телевізійній драмі «Справжній злочин: Кровні лінії» а також телепремію Нової Зеландії за найкращу акторську гру 2012 року за роль Яана Моленаара у телефільмі «Справжній злочин: Облога». Він також знявся у трилогії «Хоббіт» у ролі Браги та «Могутні рейнджери: Мегафорс» у ролі Кріпокса.

## Фільмографія
| Рік       |     | Українська назва                        | Оригінальна назва                          | Роль                                               |
| --------- | --- | --------------------------------------- | ------------------------------------------ | -------------------------------------------------- |
| 2006      | с   | Неймовірна удача                        | Outrageous Fortune                         | Грішем (5 серій)                                   |
| 2007      | тф  | Людина, яка втратила голову             | The Man Who Lost His Head                  | Мерфі                                              |
| 2007      | с   | Дивовижні надзвичайні друзі             | The Amazing Extraordinary Friends          | Тоні Бартіоні (3 серії)                            |
| 2008      | ф   | Пісня добра                             | A Song of Good                             | Великий Орел                                       |
| 2008      | ф   | Шоу рук                                 | A Show of Hands                            | Алекс Лі Лінер                                     |
| 2008      | с   | Легенда про Шукача                      | Legend of the Seeker                       | Госфід (серія «Еліксир»)                           |
| 2009      | ф   | Інший світ: Повстання ліканів           | Underworld: Rise of the Lycans             | дворянин                                           |
| 2009      | с   | Могутні рейнджери: RPM                  | Power Rangers RPM                          | General Shifter (23 серії)                         |
| 2010      | ф   | Водоспад Енді                           | Andy the Waterfall                         | Енді                                               |
| 2010      | ф   | Трекер                                  | Tracker                                    | старший сержант Сондерс                            |
| 2010      | с   | Спартак: Війна проклятих                | Spartacus: War of the Damned               | Аулус (4 серії)                                    |
| 2010      | тф  | Виверження                              | Eruption                                   | Клайв                                              |
| 2010      | тф  | Справжній злочин: Кровні лінії          | True Crime: Bloodlines                     | Колін Бувер                                        |
| 2010      | тф  | Шпигуни і брехня                        | Spies and Lies                             | Burly Local #2                                     |
| 2010      | тф  | Вайтангі: Що дійсно сталося             | Waitangi: What Really Happened             | морський офіцер                                    |
| 2011      | ф   | Лють                                    | Rage                                       | комісар поліції Волтон                             |
| 2011      | с   | Всемогутні Джонсони                     | The Almighty Johnsons                      | Senior Pitt Boss (серія «Погані речі трапляються») |
| 2011      | тф  | Біллі                                   | Billy                                      | Том Паркінсон                                      |
| 2011      | тф  | Емілі Річардс: Магія Нової Зеландії     | Emilie Richards: Der Zauber von Neuseeland | Джеффрі Флетчер                                    |
| 2012      | ф   | Сіони 2: Незакінчені справи             | Sione's 2: Unfinished Business             | Нікі Брік                                          |
| 2012      | кф  | Насіння                                 | Seed                                       | безпритульний                                      |
| 2012      | ф   | Містер Піп                              | Mr. Pip                                    | австралійський юрист                               |
| 2012      | тф  | Справжній злочин: Облога                | True Crime: Siege                          | Яан Моленаар                                       |
| 2012      | с   |                                         | Hounds                                     | тренер 2 (6 серій)                                 |
| 2012      | с   | Могутні рейнджери: Самураї              | Power Rangers Super Samurai                | Трикстер, Армадевіл (2 серії)                      |
| 2012—2014 | с   |                                         | Auckland Daze                              | Марк (2 серії)                                     |
| 2012      | вг  |                                         | Path of Exile                              | Тарклі                                             |
| 2013      | ф   | Хоббіт: Пустка Смога                    | The Hobbit: The Desolation of Smaug        | Брага                                              |
| 2013      | с   | Могутні рейнджери: Мегафорс             | Power Rangers Megaforce                    | Кріпокс (2 серії)                                  |
| 2013      | с   | Нічого тривіального                     | Nothing Trivial                            | доктор Девід Меннінг (6 серій)                     |
| 2013—2016 | с   | Висока дорога                           | High Road                                  | Террі Хаффер (19 серій)                            |
| 2014      | ф   | Згода: Історія Луїзи Ніколас            | Consent: The Louise Nicholas Story         | Джон Дьюар                                         |
| 2014      | с   |                                         | Coverband                                  | Дон (6 серій)                                      |
| 2015      | ф   | Хоббіт: Битва п'яти воїнств             | The Hobbit: The Battle of the Five Armies  | Брага                                              |
| 2015      | тф  | Справжній злочин: Як убити свою дружину | True Crime: How to Murder Your Wife        | Майк Бунгей                                        |
| 2015      | тф  | Справжній злочин: Венера і Марс         | True Crime: Venus and Mars                 | адвокат диявола                                    |
| 2015      | док | Монстр Мангатіті                        | The Monster of Mangatiti                   | Білл Корнеліус                                     |
| 2015      | с   | 800 слів                                | 800 Words                                  | Дін (серія 1.05)                                   |
| 2015      | с   | Еш проти зловісних мерців               | Ash vs Evil Dead                           | Кросбі (2 серії)                                   |
| 2016      | тф  | Бомба                                   | Bombshell                                  | Аллен Галбрейт                                     |
| 2016      | с   | Террі Тео                               | Terry Teo                                  | (серія «A Penny for Your Troubles»)                |
| 2016      | с   | Могутні Рейнджери: Динозаряд            | Power Rangers Dino Super Charge            | Мавпа                                              |
| 2016      | с   | Таємниці Брокенвуда                     | The Brokenwood Mysteries                   | Деклан О'Грейді (серія «Над її мертвим тілом»)     |
| 2016—2017 | с   |                                         | Filthy Rich                                | Ллойд Максвелл (15 серій)                          |
| 2017      | ф   | Людські сліди                           | Human Traces                               | Гленн                                              |
| 2017      | с   | Шановний вбивце                         | Dear Murderer                              | Майк Бунгей (4 серії)                              |
| 2017      | с   | Хроніки Шаннари                         | The Shannara Chronicles                    | Флік Омсфорд (6 серій)                             |
| 2017      | с   |                                         | Wild Ride                                  | фермер Джо (серія «Шанси»)                         |
| 2018      | кф  | Без сорому                              | No Shame                                   | Аєн                                                |
| 2018      | ф   | Смертні машини                          | Mortal Engines                             | Вомбрейс                                           |
| 2018      | с   | Могутні Рейнджери: Сталь Ніндзя         | Power Rangers Super Ninja Steel            | шериф Скайфайр (1 серія)                           |
| 2018      | с   |                                         | Rake                                       | Джо Макгрегор (8 серій)                            |
| 2019      | с   | Прямо вперед                            | Straight Forward                           | Ворон (8 серій)                                    |
| 2019      | с   | Затока                                  | The Gulf                                   | D.I. Ivan Petrie (5 серій)                         |
| 2020      | с   | Таємнича дорога                         | Mystery Road                               | Овен (6 серій)                                     |
| 2020      | с   | Світильники                             | The Luminaries                             | Томас Бальфур (6 серій)                            |
| 2021      | с   | Могутні Рейнджери: Динолють             | Power Rangers Dino Fury                    | Бумтавер                                           |
| 2023      | ф   | Повстання зловісних мерців              | Evil Dead Rise                             | містер Фонда                                       |